# Life Is Full of Possibilities
Life Is Full of Possibilities è un album in studio del musicista di musica elettronica statunitense Dntel, pubblicato nel 2001.

## Tracce
1. Umbrella (con Chris Gunst) – 4:43
2. Anywhere Anyone (con Mia Doi Todd) – 4:37
3. Pillowcase – 3:30
4. Fear of Corners – 5:26
5. Suddenly Is Sooner Than You Think (con Meredith Figurine) – 5:43
6. Life Is Full of Possibilities – 6:30
7. Why I'm So Unhappy (con Rachel Haden) – 7:00
8. Fireworks – 6:48
9. (This Is) The Dream of Evan and Chan (con Ben Gibbard) – 5:45
10. Last Songs (con Paul Larson) – 4:43

Disco bonus Edizione Deluxe 2011
1. (This Is) The Dream of Evan and Chan (Safety Scissors Spilled My Drink Mix) – 4:13
2. (This Is) The Dream of Evan and Chan (Barbara Morgenstern Remix) – 4:06
3. (This Is) The Dream of Evan and Chan (Superpitcher Kompakt Remix) – 7:08
4. (This Is) The Dream of Evan and Chan (Lali Puna Remix) – 3:41
5. Your Hill – 5:38
6. This Is How It Will Be All Over – 4:55
7. Anywhere Anyone (Nobody Remix) – 6:42
8. Umbrella (Version 1) – 4:46
9. Footprints – 6:01
10. Last Songs (Vocal Version) – 4:23
11. Sorry_ – 5:41
12. Anywhere Anyone (Silent Servant & Regis Sandwell District Mix) – 5:10
13. Anywhere Anyone (Pearson Sound Beatless Reduction) – 6:03